# The Butterfly Effect 3: Revelations
The Butterfly Effect 3: Revelations è un film di fantascienza drammatico del 2009 diretto da Seth Grossman. È il seguito del più noto The Butterfly Effect e di The Butterfly Effect 2.
Il film non viene generalmente considerato all'altezza del primo e in Italia non è stato distribuito nelle sale cinematografiche.

## Trama
Sam, un giovane uomo di trent'anni, ha l'abilità di viaggiare nel tempo e collabora con la polizia per la risoluzione di casi molto complicati.
Anche in questo caso la modifica del passato porterà effetti peggiori nel futuro. 

## Riferimenti al primo film
Nonostante sia il seguito del primo The Butterfly Effect, il film non sembra avere un collegamento diretto con la pellicola precedente. Anche gli attori e le situazioni sono differenti.